# Eric Kloss
Eric Kloss (nacido el 3 de abril de 1949) es un saxofonista de jazz estadounidense.

## Carrera musical
Nació ciego en Greenville, Pensilvania, cerca de Pittsburgh, y asistió a la Escuela para Ciegos del Oeste de Pensilvania, dirigida por su padre. Cuando tenía 10 años comenzó a tocar el saxofón y dos años más tarde tocaba en clubes nocturnos con músicos profesionales como Bobby Negri, Charles Bell y Sonny Stitt. A los 16 años grabó su álbum debut, Introducing Eric Kloss (Prestige, 1965) con Don Patterson y Pat Martino. 
En su tercer álbum, Grits &amp; Gravy (1966), estaba grabando con músicos que le doblaban la edad: Jaki Byard, Richard Davis y Alan Dawson. Continuó grabando y actuando mientras estudiaba en la Universidad de Duquesne. Fanático de Elvis Presley y The Ventures, se sintió atraído por el crecimiento del jazz fusión en las décadas de 1960 y 1970, y finalmente trabajó en el lenguaje de la fusión con los músicos Chick Corea, Dave Holland y Jack DeJohnette.  También colaboró con Richie Cole y Gil Goldstein, y realizó sesiones con Cedar Walton, Jimmy Owens, Kenny Barron, Jack DeJohnette, Booker Ervin, Chick Corea, Barry Miles y Terry Silverlight. 
En la década de 1980, enseñó en la Universidad de Rutgers, luego en Duquesne y Carnegie Mellon. Él y su esposa, una vocalista, colaboraron en un grupo llamado Quiet Fire. Ha actuado y grabado raramente desde la década de 1980 debido a problemas de salud. 
Eric era un invitado frecuente en el programa de televisión Mister Rogers' Neighborhood, apareciendo ocho veces,    primero en 1971 y finalmente en 1996.

## Discografía

### Como líder o colíder
- Introducing Eric Kloss (Prestige, 1965)
- Love and All That Jazz (Prestige, 1966)
- First Class Kloss! (Prestige, 1967)
- Grits &amp; Gravy (Prestige, 1967)
- Life Force (Prestige, 1968)
- We're Goin' Up (Prestige, 1968)
- To Hear Is to See! (Prestige, 1969)
- Sky Shadows (Prestige, 1969)
- In the Land of the Giants (Prestige, 1969)
- Consciousness! (Prestige, 1970)
- One, Two, Free (Muse, 1972)
- Doors (Cobblestone, 1972)
- Essence (Muse, 1974)
- Bodies' Warmth (Muse, 1975)
- Together con Barry Miles (Muse, 1976)
- Battle of the Saxes con Richie Cole (Muse, 1977)
- Now (Muse, 1978)
- Celebration (Muse, 1980)
- Sharing con Gil Goldstein (Omni Sound, 1982)
- Sweet Connections: Live at EJ's (1998)

### Como acompañante
Con Barry Miles
- Sky Train (RCA, 1977)[6]

Con Eddie Jefferson
- The Live-Liest  (Muse, 1979)[7]

Con Pat Martino
- Desperado (Prestige, 1970)[8]